# Andrei Dragoș Șerban
Andrei Dragoș Șerban (Târgoviște, 31 ottobre 2000) è un calciatore rumeno, centrocampista dell'Unirea Ungheni.

## Caratteristiche tecniche
È un esterno sinistro.

## Carriera
Nato a Târgoviște, dal 2011 al 2014 gioca nel settore giovanile dello FCSB per poi trasferirsi al Național Sebiș dove trascorre la stagione 2014-2015 in Liga III realizzando 3 reti in 15 incontri.
L'anno seguente fa ritorno nella sua città natale trasferendosi al Chindia Târgoviște che lo aggrega al proprio settore giovanile; il 4 febbraio 2017 debutta fra i professionisti in occasione del match di Liga II vinto 3-1 contro l'Acad. Clinceni.

## Statistiche

### Presenze e reti nei club
Statistiche aggiornate al 10 agosto 2021.
| Stagione        | Squadra            | Campionato      | Campionato | Campionato | Coppe nazionali | Coppe nazionali | Coppe nazionali | Coppe continentali | Coppe continentali | Coppe continentali | Altre coppe | Altre coppe | Altre coppe | Totale | Totale |
| Stagione        | Squadra            | Comp            | Pres       | Reti       | Comp            | Pres            | Reti            | Comp               | Pres               | Reti               | Comp        | Pres        | Reti        | Pres   | Reti   |
| --------------- | ------------------ | --------------- | ---------- | ---------- | --------------- | --------------- | --------------- | ------------------ | ------------------ | ------------------ | ----------- | ----------- | ----------- | ------ | ------ |
| 2014-2015       | Național Sebiș     | L3              | 15         | 3          | CR              | 0               | 0               |                    | -                  | -                  |             | -           | -           | 15     | 3      |
| 2016-2017       | Chindia Târgoviște | L2              | 2          | 0          | CR+CdL          | 0               | 0               |                    | -                  | -                  |             | -           | -           | 2      | 0      |
| 2017-2018       | Chindia Târgoviște | L2              | 3          | 0          | CR              | 2               | 0               |                    | -                  | -                  |             | -           | -           | 5      | 0      |
| 2018-2019       | Chindia Târgoviște | L2              | 29         | 5          | CR              | 0               | 0               |                    | -                  | -                  |             | -           | -           | 29     | 5      |
| 2019-2020       | Chindia Târgoviște | L1              | 11+2       | 0          | CR              | 0               | 0               |                    | -                  | -                  |             | -           | -           | 13     | 0      |
| 2020-2021       | Chindia Târgoviște | L1              | 6          | 0          | CR              | 1               | 0               |                    | -                  | -                  |             | -           | -           | 7      | 0      |
| 2021-2022       | Chindia Târgoviște | L1              | 7          | 0          | CR              | 0               | 0               |                    | -                  | -                  |             | -           | -           | 7      | 0      |
| Totale carriera | Totale carriera    | Totale carriera | 75         | 8          |                 | 3               | 0               |                    | -                  | -                  |             | -           | -           | 78     | 8      |